# Staatsfachschule für Steinbearbeitung in Friedeberg

Werbung der Granitschule Friedeberg

Die Staatsfachschule für die Steinbearbeitung in Friedeberg, auch Granitschule Friedeberg genannt, war von 1886 bis 1945 eine Steinmetzschule mit einem Ausbildungsschwerpunkt für die Granitbearbeitung.
Gegründet wurde die Schule im Jahr 1886 auf dem Staatsgebiet des monarchischen Österreich-Ungarn als K. k. Fachschule für Steinbearbeitung in Friedeberg. Im Jahr 1910 wurde sie Landesfachschule für die Granitindustrie umbenannt.
Nach dem Ende des Ersten Weltkriegs im Jahr 1918 verlor Österreich-Ungarn große Teile seines Staatsgebiets, darunter war auch Friedeberg (Žulová). 1938 wurde das Sudetenland mit Friedeberg ins Dritte Reich eingegliedert und die Steinmetzschule in eine Staatsfachschule umbenannt. Nach dem Ende des Zweiten Weltkriegs kam das Ende dieser Schule im Jahr 1945, da die damalige Tschechoslowakei sie nicht weiterführte.

## Geschichte
Die Staatsfachschulen für Steinbearbeitung in Österreich-Ungarn wurden benötigt, da mit der Entwicklung der Gründerzeit Bauaufgaben zu bewältigen waren, für die mehr und besser ausgebildete Steinmetzen benötigt wurden. Es reichte nicht mehr aus, lediglich wie bisher Treppenstufen, Grabsteine und Viehtröge herzustellen.
 Bereits 1881 unterbreiteten der Friedeberger Bürgermeister Josef Sperlich und der Bauunternehmer Reinold dem Schlesischen Landesschulausschuss den Vorschlag, eine Granitschule in Friedeberg zu errichten. Diese Initiative blieb erfolglos und als das Land erneut 1884 mit den Granitindustriellen Wilhelm Förster aus Gross-Krosse (Velká Kraš) und Albert Förster aus Zuckmantel (Zlaté Hory) verhandelte, wurde beschlossen, dass eine Marmorschule in Saubsdorf (Supíkovice) und eine Granitschule entweder in Gross-Krosse oder Friedeberg zu gründen sei. Kuhn, der damalige Landeshauptmann – vergleichbar mit dem Rang eines bundesdeutschen Ministerpräsidenten –,  wies in seinem Erlass vom 31. Oktober 1884 jedoch darauf hin, dass Friedeberg den Zuschlag erhalten würde, wenn Friedeberg eine bessere Ausbildung und bessere bauliche Voraussetzungen als in Gross-Krosse zur Verfügung stellen könne. Um die Granitschule nach Friedeberg zu bringen, schloss die Gemeinde am 1. März 1885 mit Albert Förster ein Übereinkommen, das zum Inhalt hatte, sein Betriebsgebäude in Friedberg für Schulzwecke zu verwenden.

Am 11. Mai 1886 genehmigte das Land Schlesien den Schulbetrieb in Friedeberg und am 16. Oktober 1886 wurde die Schule vom ersten Direktor Theodor Raab feierlich eröffnet. Das dazugehörige Internat befand sich in den ersten Jahren in Schwarzwasser (Černá Voda). Ein Fachschulverein wurde gegründet, dessen Vorsitz Albert Förster lange Jahre führte. Da sich die Schule entwickelte und die Firma Albert Förster expandierte und ihre Räumlichkeiten selbst nutzen wollte, wurden Räumlichkeiten gesucht und schließlich baute das Land Schlesien ein neues Schulgebäude, das 1909 bezogen werden konnte.

1925 wurde die Schule elektrifiziert. 1926 kam die Fortbildung der Steinmetzlehrlinge hinzu, von 1927 bis 1929 wurden Schulungswerkstätten für Maschinen angebaut. Die maschinelle Ausstattung in den neuen Räumen war für damalige Verhältnisse richtungsweisend: Steinsäge, Gattersäge, Steinschleifmaschine, Steindrehbank und Druckluftanlage. 1939 gab es die Absicht eine Baulichkeiten für eine Zweigstelle für Bodenforschung der Sudetendeutschen Anstalt für Landes- und Volksforschung Reichenberg an die Granitschule anzubauen. Dies ließ sich durch den Kriegsbeginn nicht verwirklichen. Während des Krieges, etwa ab 1943, wurden verwundete, nicht mehr kriegsfähige, Soldaten mit Steinmetzberuf zu Steinmetztechnikern ausgebildet. Im April 1945 diente die Schule als Feldlazarett und mit dem Ende des Krieges kam das Ende der Friedeberger Granitschule. Diese Schule, die in Steinmetzkreisen kurz Granitschule Friedeberg genannt wurde, zählte wie die Staatsfachschule für Steinbearbeitung in Saubsdorf, zu den ältesten staatlichen Steinmetzschulen im deutschsprachigen Raum.

## Ausbildung
Zur Aufnahme in die Granitschule war das Abgangszeugnis einer Volks- oder Bürgerschule Voraussetzung. Neben der schulischen Ausbildung mit praktischen und theoretischen Lehreinheiten gab es die Lehrlingsausbildung zum Steinmetzen in den Betrieben. Diese Lehrlinge konnten an Unterrichtseinheiten an Nachmittagen oder Abenden an den Staatsfachschulen ab 1910 teilnehmen.
Die Schüler der dreijährigen Vollzeitschule waren nicht nur Tschechen und Slowaken, sondern kamen auch aus dem Ausland. Der erfolgreiche Abschluss an den Staatsfachschulen für Steinbearbeitung in Österreich-Ungarn als Steinmetztechniker ermöglichte nach einer dreijährigen Betriebspraxis die Anmeldung zur Steinmetzmeisterprüfung. Das Bestehen der theoretischen Meisterprüfung, die von den Landeskommissionen der einzelnen Länder in Troppau, Brünn, Prag und Preßburg abgenommen wurde, dauerte etwa 10 Tage und bildete die Voraussetzung zur Ausübung des Steinmetzgewerbes entsprechend einem Gesetz von 1869 der Österreich-ungarischen Monarchie und ab 1918 an in der CSR. Die Zulassung zur Gewerbeausübung war sowohl in der österreichischen, tschechoslowakischen als auch in der reichsdeutschen Zeit an die Ablegung der Meisterprüfung gebunden.

Ab 1938 verleibte sich das Dritte Reich das Sudetenland ein und die Ausbildungsstätte kam unter deutsche Verwaltung.

## Schuldirektoren
- Theodor Raab (1886–1913)
- Ferdinand Walzel (1913–1924)
- Dipl.-Ing. Eduard Tögel (1924–1944)